# Supercopa Italiana de Voleibol Masculino
A Supercopa Italiana de Voleibol Masculino é uma competição anual entre clubes de voleibol masculino da Itália,  disputado entre o atual campeão do Campeonato Italiano, da Copa Itália e os dois melhores colocados do campeonato italiano na fase regular. É organizado pela Lega Pallavolo Serie A, consórcio de clubes filiado à Federação Italiana de Voleibol (FIPAV).

## Resultados
| SUPERCOPA ITALIANA DE VOLEIBOL MASCULINO | SUPERCOPA ITALIANA DE VOLEIBOL MASCULINO | SUPERCOPA ITALIANA DE VOLEIBOL MASCULINO | SUPERCOPA ITALIANA DE VOLEIBOL MASCULINO | SUPERCOPA ITALIANA DE VOLEIBOL MASCULINO | SUPERCOPA ITALIANA DE VOLEIBOL MASCULINO |
| Edição                                   | Edição                                   | Final                                    | Final                                    | Final                                    |                                          |
| Ano                                      | Sede                                     | Campeão                                  | Resultado                                | Vice-campeão                             |                                          |
| ---------------------------------------- | ---------------------------------------- | ---------------------------------------- | ---------------------------------------- | ---------------------------------------- | ---------------------------------------- |
| 1996 Detalhes                            | Cuneo                                    | Alpitour Traco Cuneo                     | 3 – 1                                    | Sisley Treviso                           |                                          |
| 1997 Detalhes                            | Napoli                                   | Casa Modena Unibon                       | 3 – 1                                    | Alpitour Traco Cuneo                     |                                          |
| 1998 Detalhes                            | Villorba                                 | Sisley Treviso                           | 3 – 0                                    | Casa Modena Unibon                       |                                          |
| 1999 Detalhes                            | Trieste                                  | Tnt Alpitour Cuneo                       | 3 – 1                                    | Sisley Treviso                           |                                          |
| 2000 Detalhes                            | Rieti                                    | Sisley Treviso                           | 3 – 0                                    | Ford per il Bambino Gesù Roma Volley     |                                          |
| 2001 Detalhes                            | Favara                                   | Sisley Treviso                           | 3 – 0                                    | Lube Banca Marche Macerata               |                                          |
| 2002 Detalhes                            | Módena                                   | Noicom Brebanca Cuneo                    | 3 – 0                                    | Kerakoll Modena                          |                                          |
| 2003 Detalhes                            | Ravenna                                  | Sisley Treviso                           | 3 – 1                                    | Lube Banca Marche Macerata               |                                          |
| 2004 Detalhes                            | Roseto degli Abruzzi                     | Sisley Treviso                           | 3 – 0                                    | Bre Banca Lannutti Cuneo                 |                                          |
| 2005 Detalhes                            | Milão                                    | Sisley Treviso                           | 3 – 0                                    | Tonno Callipo Vibo Valentia              |                                          |
| 2006 Detalhes                            | Pesaro                                   | Lube Banca Marche Macerata               | 3 – 1                                    | Bre Banca Lannutti Cuneo                 |                                          |
| 2007 Detalhes                            | Trieste                                  | Sisley Treviso                           | 3 – 0                                    | M. Roma Volley                           |                                          |
| 2008 Detalhes                            | Firenze                                  | Lube Banca Marche Macerata               | 3 – 0                                    | Itas Diatec Trentino                     |                                          |
| 2009 Detalhes                            | Frosinone                                | CoprAtlantide Piacenza                   | 3 – 2                                    | Lube Banca Marche Macerata               |                                          |
| 2010 Detalhes                            | Turim                                    | Bre Banca Lannutti Cuneo                 | 3 – 0                                    | Itas Diatec Trentino                     |                                          |
| 2011 Detalhes                            | Cagliari                                 | Itas Diatec Trentino                     | 3 – 1                                    | Bre Banca Lannutti Cuneo                 |                                          |
| 2012 Detalhes                            | Módena                                   | Cucine Lube Banca Marche Macerata        | 3 – 2                                    | Itas Diatec Trentino                     |                                          |
| 2013 Detalhes                            | Trento                                   | Diatec Trentino                          | 3 – 0                                    | Cucine Lube Banca Marche Macerata        |                                          |
| 2014 Detalhes                            | Brindisi                                 | Cucine Lube Banca Marche Treia           | 3 – 2                                    | Copra Piacenza                           |                                          |
| 2015 Detalhes                            | Módena                                   | DHL Modena                               | 3 – 2                                    | Diatec Trentino                          |                                          |
| 2016 Detalhes                            | Módena                                   | Azimut Modena                            | 3 – 2                                    | Sir Safety Conad Perugia                 |                                          |
| 2017 Detalhes                            | Civitanova Marche                        | Sir Safety Conad Perugia                 | 3 – 1                                    | Cucine Lube Civitanova                   |                                          |
| 2018 Detalhes                            | Perúgia                                  | Azimut Leo Shoes Modena                  | 3 – 2                                    | Itas Trentino                            |                                          |
| 2019 Detalhes                            | Civitanova Marche                        | Sir Safety Conad Perugia                 | 3 – 2                                    | Leo Shoes Modena                         |                                          |
| 2020 Detalhes                            | Verona                                   | Sir Safety Conad Perugia                 | 3 – 2                                    | Cucine Lube Civitanova                   |                                          |
| 2021 Detalhes                            | Civitanova Marche                        | Itas Trentino                            | 3 – 1                                    | Vero Volley Monza                        |                                          |
| 2022 Detalhes                            | Cagliari                                 | Sir Safety Perugia                       | 3 – 2                                    | Cucine Lube Civitanova                   |                                          |
| 2023 Detalhes                            | Biella                                   | Sir Safety Susa Vim Perugia              | 3 – 2                                    | Cucine Lube Civitanova                   |                                          |
| 2024 Detalhes                            | Florença                                 | Sir Susa Vim Perugia                     | 3 – 2                                    | Itas Trentino                            |                                          |

## Títulos por equipe
| Equipe             | Títulos | Edições                                  |
| ------------------ | ------- | ---------------------------------------- |
| Sisley Volley      | 7       | 1998, 2000, 2001, 2003, 2004, 2005, 2007 |
| Sir Safety Perugia | 6       | 2017, 2019, 2020, 2022, 2023, 2024       |
| Lube Macerata      | 4       | 2006, 2008, 2012, 2014                   |
| Piemonte Volley    | 4       | 1996, 1999, 2002, 2010                   |
| Modena Volley      | 4       | 1997, 2015, 2016, 2018                   |
| Trentino Volley    | 3       | 2011, 2013, 2021                         |
| Pallavolo Piacenza | 1       | 2009                                     |